# Quitina

Estructura molecular de la quitina. Es poden observar dues unitats d'acetilglucosamina, unides per enllaços β-1,4

La quitina (C8H13O5N)n és un carbohidrat estructural. És el component principal de les parets cel·lulars dels fongs i del resistent exoesquelet que tenen la majoria dels insectes i altres artròpodes, i alguns altres animals (les ràdules dels mol·luscs, els becs de cefalòpodes i les escates dels peixos i dels lissamfibis). La quitina és, probablement, el segon polisacàrid més abundant a la natura, després de la cel·lulosa (aquesta també és un carbohidrat estructural).
És un polisacàrid compost d'unitats de N-acetilglucosamina (N-acetil-D-glucos-2-amina), un derivat de la glucosa. Aquestes unitats estan unides entre si amb enllaços β-1,4, de la mateixa forma que les unitats de glucosa componen la cel·lulosa. Així, es pot pensar en la quitina com a cel·lulosa amb el grup hidroxil de cada monòmer reemplaçat per un grup d'acetilamina. Açò permet un increment dels enllaços d'hidrogen amb els polímers adjacents, cosa que dona al material una major resistència.
És el segon polímer natural més abundant després de la cel·lulosa. S'usa com a agent floculant per a tractaments d'aigües, com a agent per a curar ferides, com a espessidor i estabilitzador en aliments i medicaments, i com a resina bescanviadora d'ions. És altament insoluble en aigua i en solvents orgànics degut als enllaços d'hidrogen que presenta la molècula. La quitina es torna soluble en àcids minerals diluïts quan perd l'acetil del grup acetilamino, convertint-se en quitosana. Presenta un interès tecnològic, aprofitat ja pel luthier Stradivarius per envernissar els seus instruments musicals. Actualment s'estan realitzant investigacions encaminades a fabricar materials biodegradables substitutoris dels plàstics a partir de la quitina.

## Etimologia
El terme quitina deriva del mot grec χιτών, que significa túnica. La primera llengua on en la literatura científica hom va derivar la paraula grega va ser en una obra en francès de l'any 1821.

## Propietats

### Propietats mecàniques
En la seva forma pura i no modificada, la quitina és translúcida, flexible, resistent i força dura. Tanmateix, en la majoria dels artròpodes, sovint es modifica, i es produeix en gran manera com a component de materials compostos, com en l'esclerotina, una matriu de proteïnes curtes, que forma gran part de l'exoesquelet dels insectes. Combinat amb carbonat de calci, com en les petxines de crustacis i mol·luscs, la quitina produeix un compost molt més resistent als esforços. Aquest material compost és molt més dur i més rígid que la quitina pura, i és més dur i menys fràgil que el carbonat de calci pur. Una altra diferència entre formes pures i compostes es pot veure comparant la paret corporal flexible d'una eruga (principalment de quitina) a l'èlitre rígid i lleuger d'un escarabat (que conté una gran proporció d'esclerotina).
A més, algunes vespes socials, com Protopolybia chartergoides, secreten material que conté predominantment quitina per reforçar els embolcalls exteriors del niu, compost de paper.

### Propietats òptiques
En escates d'ala de papallona, la quitina està organitzada en pilotes de giroides construïdes amb cristalls fotònics de quitina que produeixen diversos colors iridiscents que serveixen senyalització fenotípica i comunicació per a l'aparellament i alimentació. L'elaborada construcció en forma de giroide de quitina en ales de papallona crea un model de dispositius òptics que tenen potencial per a les innovacions en biomimètica. Els escarabats escarabeids del gènere Cyphochilus també utilitzen la quitina per formar escates extremadament primes (de cinc a quinze micres de gruix) que reflecteixen de manera difusa la llum blanca. Aquestes escates són xarxes de filaments ordenats aleatòriament de quitina amb diàmetres a escala de centenars de nanòmetres, que serveixen per dispersar la llum. Es creu que la dispersió múltiple de la llum té un paper en la blancor inusual de les escates.

### Producció tecnològica
El quitosan es produeix comercialment per desacetilació de la quitina; El quitosan és soluble en aigua, mentre que la quitina no ho és.
Les nanofibril·les s'han fet utilitzant quitina i quitosana.

## Efectes en la salut
Els organismes productors de quitina com protozous, fongs, artròpodes i nematodes són sovint patògens en altres espècies.

### Humans i altres mamífers
Els humans i altres mamífers tenen quitinasa i altres enzims que permeten degradar proteïnes similars a la quitina i a la pròpia quitina; també posseeixen diversos receptors immunitaris que poden reconèixer la quitina i els seus productes de degradació en un patró molecular associat a patògens, iniciant per aquesta recepció una resposta immunitària.
La presència de quitina se sent principalment en els pulmons o en el tracte gastrointestinal on es pot activar el sistema immunitari innat a través d'eosinòfils o macròfags, així com una resposta immunitària adaptativa a través de les cèl·lules auxiliars T.
Els queratinòcits a la pell també poden reaccionar als fragments de quitina o quitina.
Segons estudis in vitro, la quitina és detectada per receptors tals com FIBCD1, KLRB1, REG3G, receptors tipus Toll 2, CLEC7A i receptors de manosa.
La resposta immunitària a vegades pot esborrar la quitina i el seu organisme associat, però de vegades la resposta immunitària és patològica i es converteix en una al·lèrgia.
L'al·lèrgia als àcars de pols de la casa sembla ser impulsada per una resposta a la quitina. Quan els receptors són activats per la quitina, s'expressen gens relacionats amb la defensa de les plantes i s'activen les hormones jasmonat, que al seu torn activen defenses sistemàtiques.

### Plantes
Les plantes també presenten receptors que poden provocar una resposta a la quitina, la cinasa receptora d'elicitor de quitina 1 i la proteïna d'unió a l'elicitor de la quitina. El primer receptor de quitina es va clonar el 2006.
Alguns patògens produeixen proteïnes d'unió a la quitina que emmascaren la quitina als receptors de les plantes. Zymoseptoria tritici és un exemple d'un patogen fúngic que té aquestes proteïnes de bloqueig; és una notable plaga en els cultius de blat.